# Ypsolopha electropa
Ypsolopha electropa là một loài bướm đêm thuộc họ Ypsolophidae. Loài này có ở Bắc Mỹ.